# Wolseley 10/40
Der Wolseley 10/40 war ein Pkw der unteren Mittelklasse, den Wolseley 1936 herausbrachte. Er basierte auf dem Morris 10/4.
Der Wagen besaß einen Vierzylindermotor mit 1292 cm³ Hubraum und Wasserkühlung. Er wurde auf einem Fahrgestell mit 2540 mm Radstand geliefert.
Nach nur einem Jahr ersetzte der etwas kleinere Ten den 10/40.